# Zulfiqar

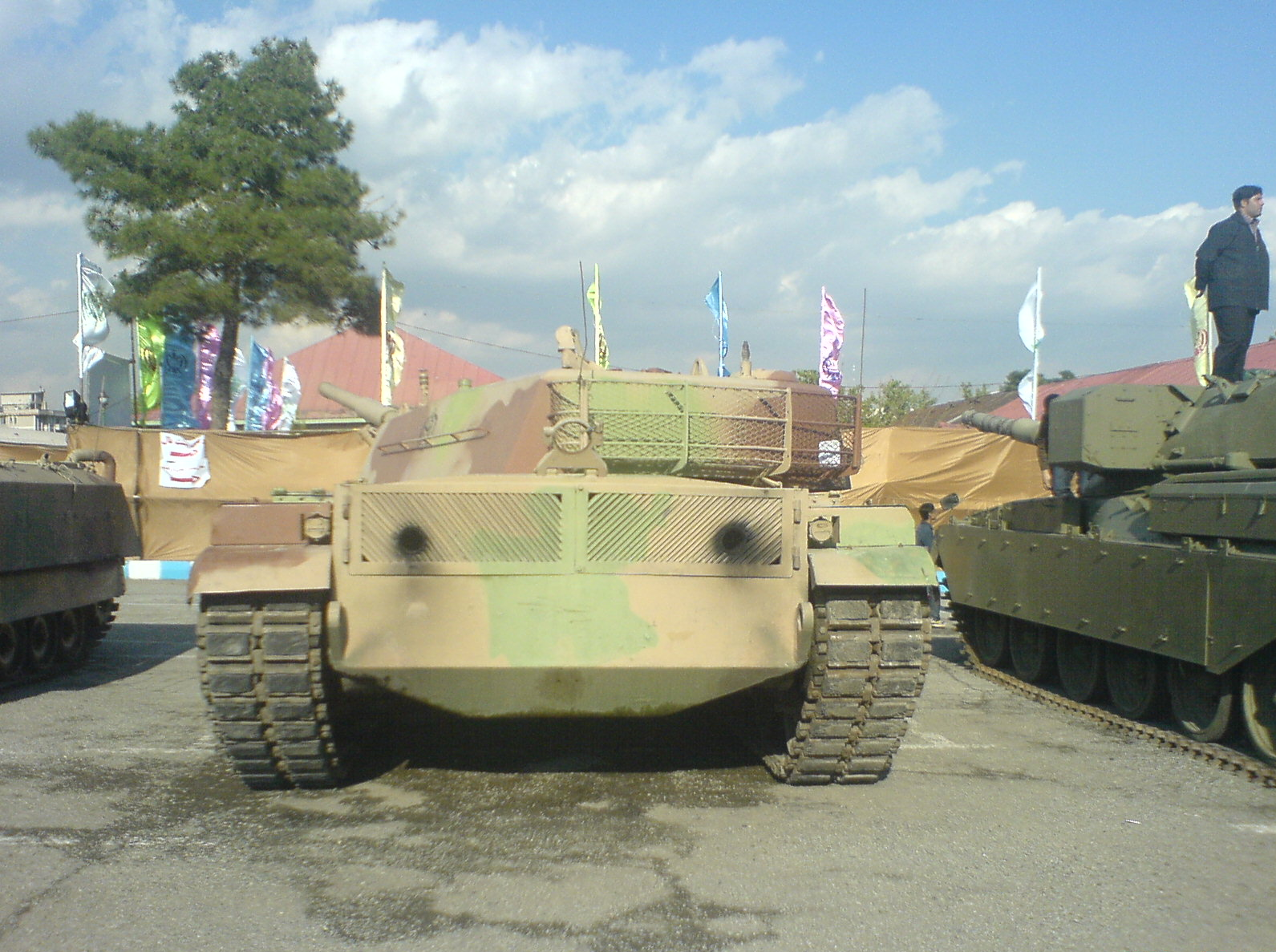
Zulfiqar pohled zezadu

Zulfiqar, někdy též Zulfikar, (v perštině والفقار) je tank druhé generace, vyvinutý v Íránu na základě koncepce, kterou prosadil velitel pozemních sil brigádní generál Mir-Younes Masoumzadeh, za účelem zmírnění mezinárodního zbrojního embarga na Írán a posílení místního průmyslu.

## Historie
Tento íránský hlavní bitevní tank je jedním z výsledků modelu pro výzkum a vývoj soběstačnosti ozbrojených sil. Tank Zulfigar byl pojmenován po legendárním meči prvního šíitského imáma Alího. Testování zkušebního prototypu (Zulfiqar 2) začalo v roce 1993. Šest prototypů (Zulfiqar 1 a 3) bylo vyrobeno a otestováno roku 1997.

## Specifikace
Tank se v mnoha směrech podobá jiným známým tankům. Při kopírování byla pravděpodobně použita metoda reverzního inženýrství. Kanón je standardní ruský typ 2A46M. Trup a věž tanku se podobají některým západním strojům, jako jsou např. americký M1 Abrams či německý Leopard 2A6. Čelní pancíř tanku je šikmý. Pancéřování domácí produkce je typu Chobham.
Pohybové ústrojí je podobné americkému tanku M48 Patton. Tank má na každé straně šest pojezdových kol, pět pomocných kol, jedno hnací a jedno napínací ozubené kolo. Pásy jsou domácí produkce a vycházejí z pásů tanku Chieftain, které byly vylepšeny s ohledem na topografii Íránu. Pohon zajišťuje (podle některých zdrojů) domácí verze motoru Condor. Jiné zdroje tvrdí, že motor byl vyvinut na základě licenčního ukrajinského motoru UTD-6M a výkon se pohybuje mezi cca 780 až 1000 hp.

## Varianty
- Zulfiqar 1 – základní počáteční návrh s mnoha prvky převzatými z jiných dostupných tanků, byly postaveny pouze čtyři prototypy.

- Zulfiqar 2 – prototyp, který sloužil jako základ pro vývoj tanku Zulfiqar 3. Je vybaven novým motorem neznámého původu (možná jde o licencovanou kopii motoru ukrajinského výrobce KMDB). Má prodloužené šasi, zvýšil se počet pojezdových kol z pěti na šest. Je také vybaven nově navrženou věží se skloněnou přední částí a přepracovaným systémem ukládání munice do zadní části. Existují dohady, že tank má nový systém automatického nabíjení kanónu, okopírovaný od ruských výrobců.

- Zulfiqar 3 – varianta tanku, určená pro sériovou výrobu. Podle odhadů lze předpokládat, že bylo vyrobeno nejméně 400 ks tanků tohoto typu.

## Poznámka
Nejméně 400 vyrobených kusů, ale oficiálně jen čtyři zkušební prototypy.